# Sinŭiju
Sinŭiju é capital da província de Pyongan Norte e uma das maiores cidades no norte da Coreia do Norte. No censo de 2006 havia a estimativa de 325 mil habitantes.

A cidade faz fronteira com a cidade chinesa de Dandong, onde foi criado em 2002 a Região administrativa especial de Shinuiju.

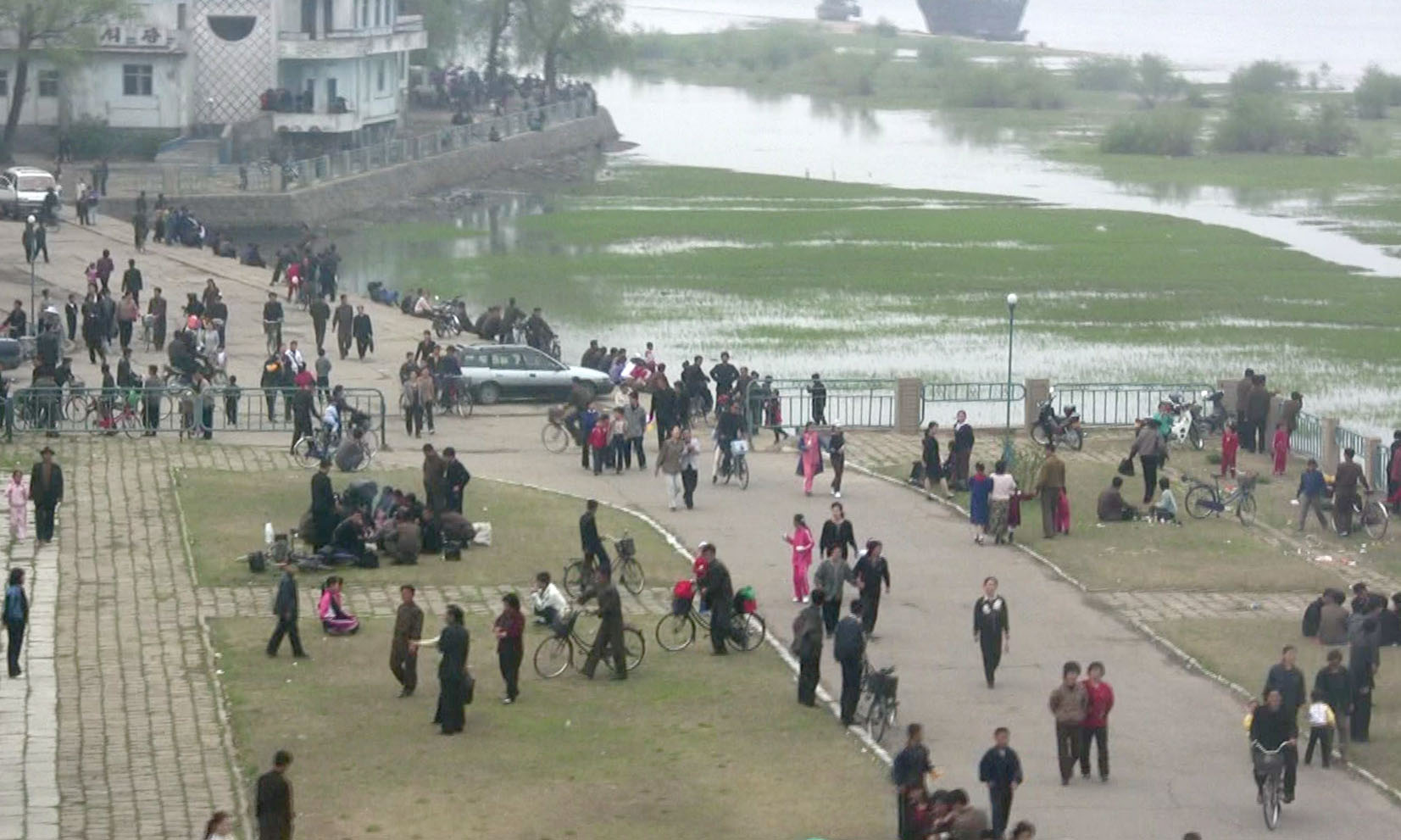
Fotografia da cidade, junto ao Rio Amnok.